# Pinheirinho do Vale

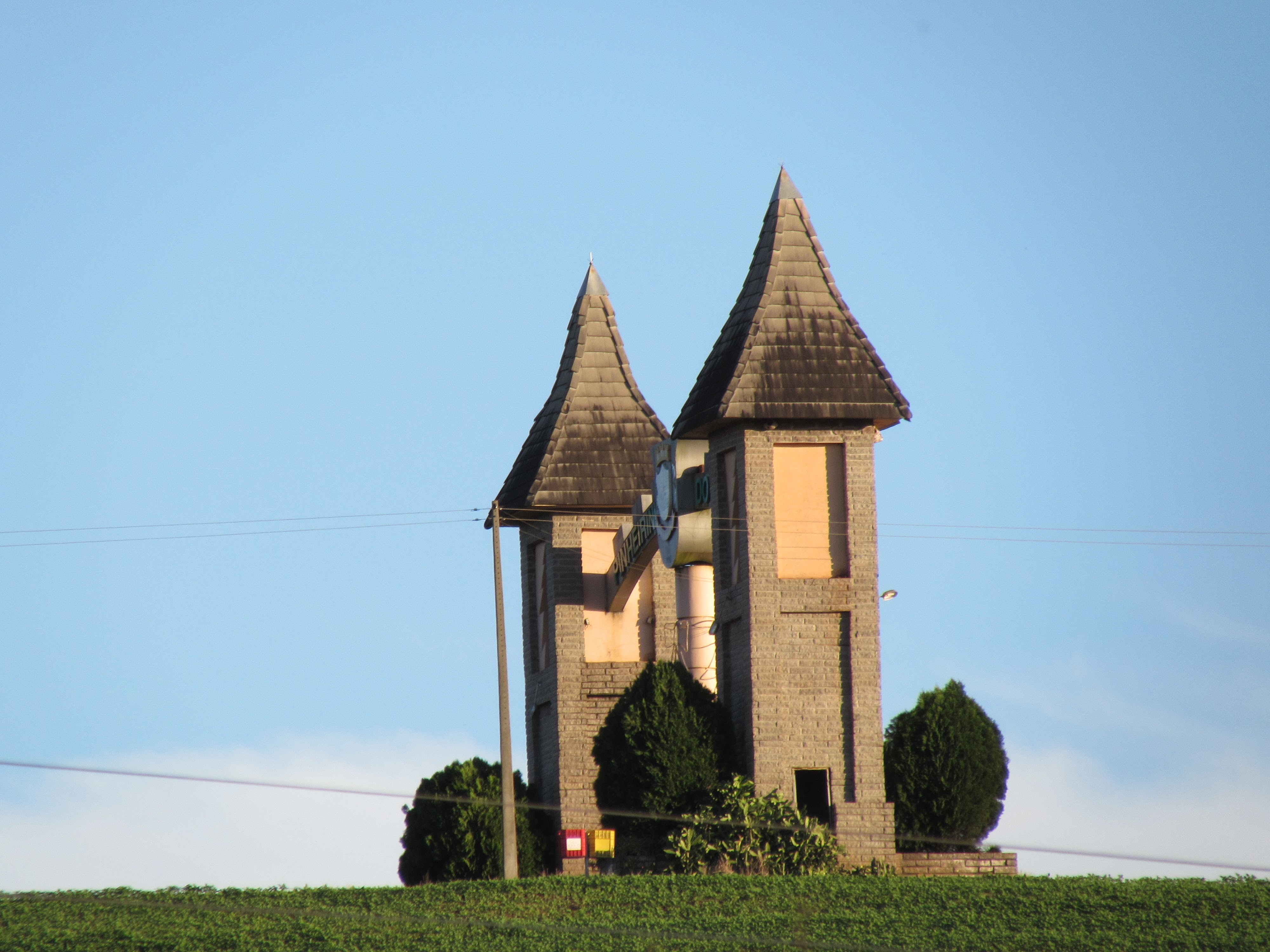

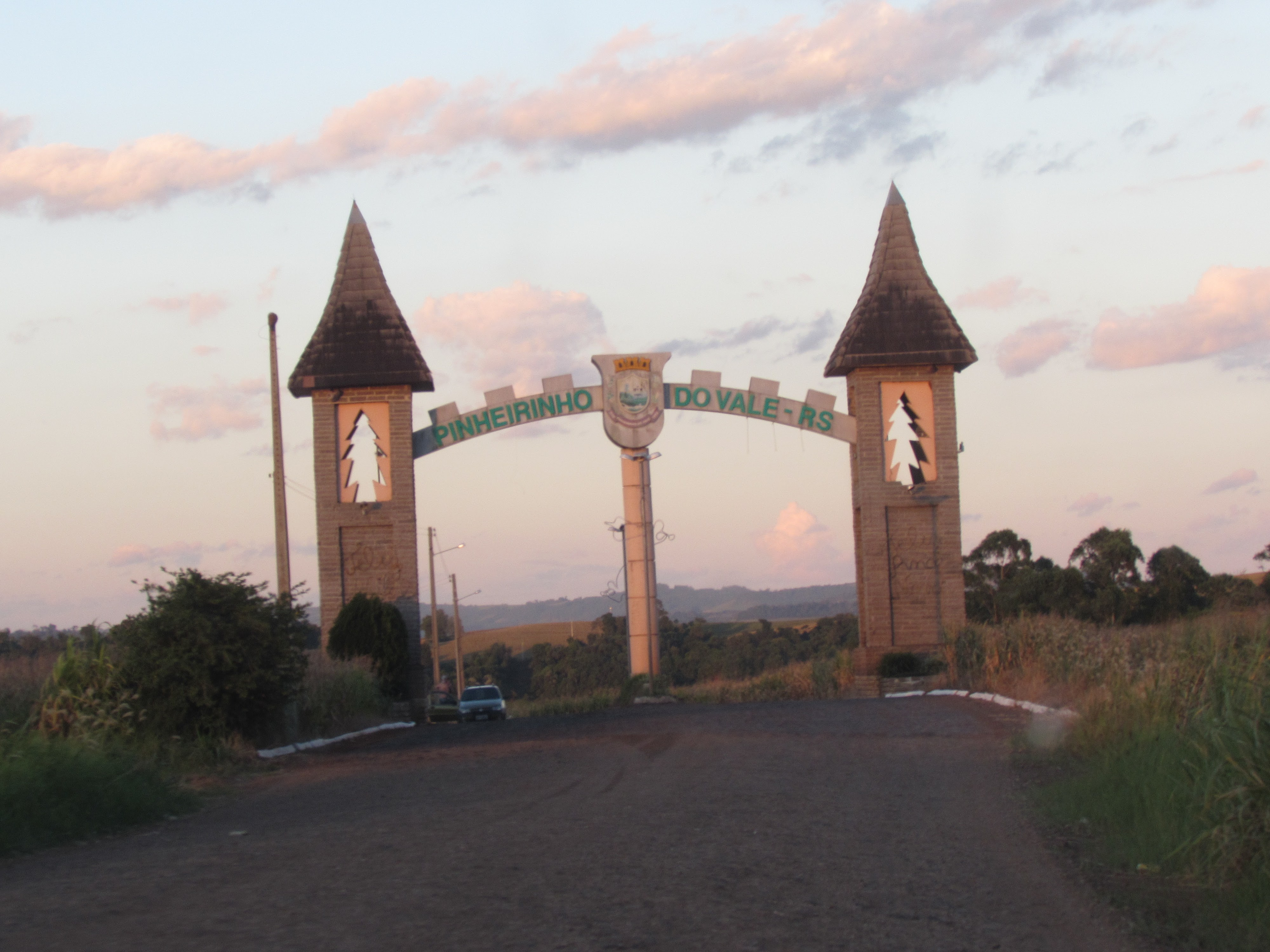

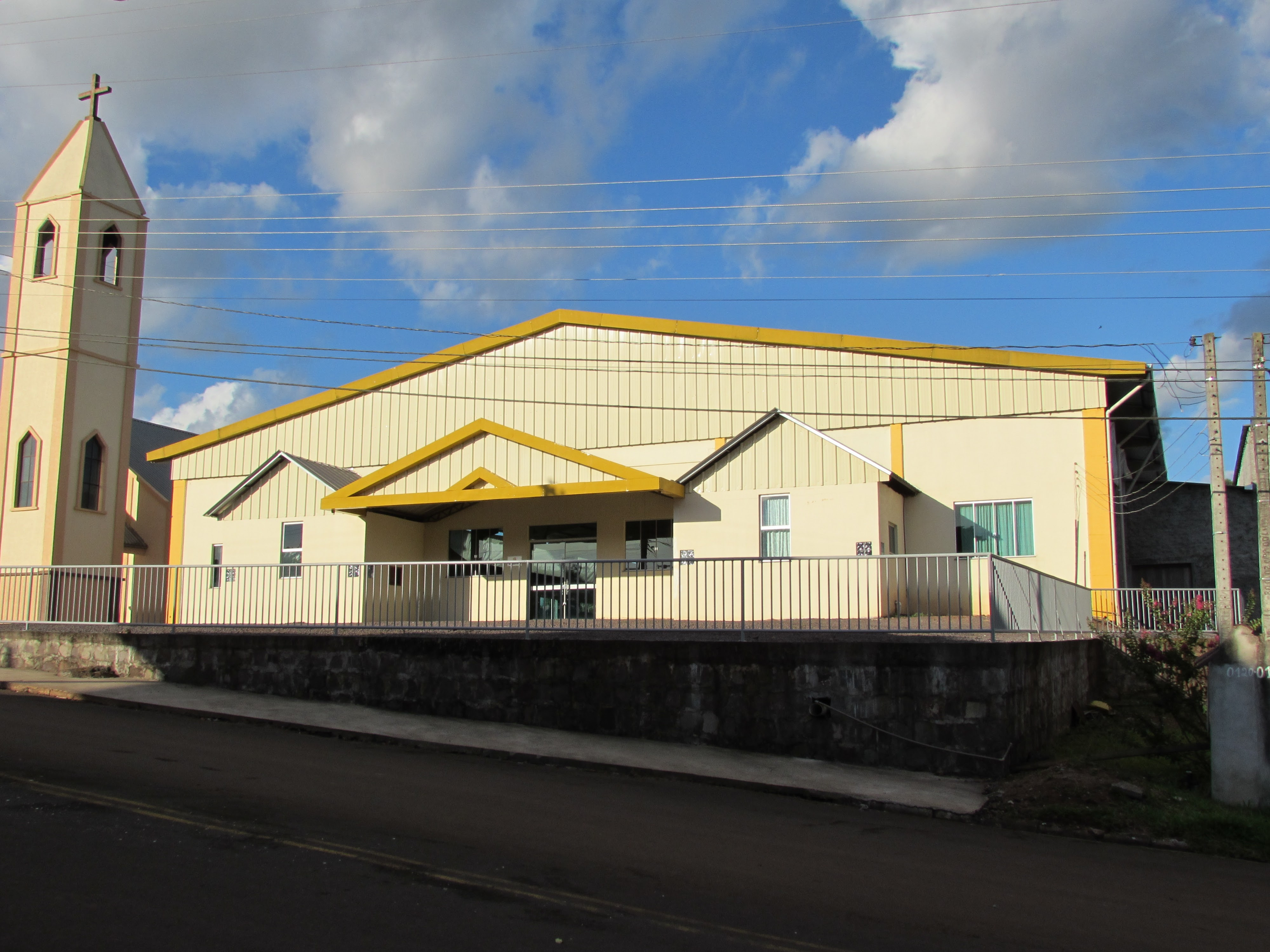

Pinheirinho do Vale é um município brasileiro do estado do Rio Grande do Sul.